# Bomaanslagen in Zuid-Thailand op 31 maart 2012
De bomaanslagen in Zuid-Thailand op 31 maart 2012 waren een serie bomaanslagen die plaatsvonden in de steden Hat Yai en Yala in het zuiden van Thailand. In totaal kwamen bij beide aanslagen samen veertien mensen om het leven

## Aanslagen

### Yala
De eerste aanslag ging om een vrachtwagenbom die ontplofte in een drukke winkelstraat in Yala. Twintig minuten later ontplofte een tweede bom, die geplaatst was aan een motorfiets, terwijl er al verscheidene reddingswerkers aanwezig waren. Nog later ontplofte er nog een derde bom die was geplaatst in een auto, die geparkeerd stond naast een aantal gebouwen. In totaal kwamen 11 mensen om het leven in Yala, de meeste door de tweede ontploffing, 110 raakten er gewond.

### Hat Yai

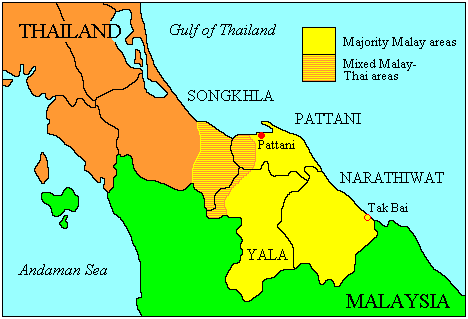
Yala en Hat Yai liggen op de grens tussen het cultuurgebied van de Maleisische-moslims en Thaise cultuurregio's, waar de laatste jaren veel onrust heerst.

Na de aanslagen in Yala volgde er een explosie bij het Lee gardens Plaza Hotel in Hat Yai, hierbij kwamen minstens drie mensen om het leven en vielen er 416 gewonden, de meeste daarvan lichtgewond door het inademen van de rook na de ontploffing. In eerste instantie werd ervan uitgegaan dat de ontploffing veroorzaakt werd door een gaslek, maar het bleek al snel te gaan om een autobom.

## Daders
Er zijn tot op heden nog geen organisaties die de aanslagen hebben opgeëist, maar er wordt van uitgegaan dat de verantwoordelijke een groep islamitische opstandelingen was uit de aangrenzende provincie Pattani, ook wel de Gerakan Mujahidin Islam Pattani (GMIP).